# Posterunek graniczny
Posterunek graniczny (oryg. Karaula / Караула) – chorwacko-serbsko-słoweńsko-macedońsko-bośniacki film fabularny z roku 2006 w reżyserii Rajko Grlicia, zrealizowany na podstawie powieści Ante Tomicia Ništa nas ne smije iznenaditi.

## Fabuła
Akcja filmu rozgrywa się w 1987 w Jugosławii, na posterunku wojskowym, strzegącym granicy jugosłowiańsko-albańskiej w Macedonii. Nadużywający alkoholu porucznik Pašić w czasie wizyty lekarskiej dowiaduje się, że nabawił się choroby wenerycznej w czasie utrzymywania „bliskich stosunków z miejscową ludnością”. Obawiając się własnej żony porucznik szuka sposobu, aby nie kończyć służby i wracać do domu. Ogłasza swoim żołnierzom stan alarmowy, strasząc ich nieuchronnym atakiem wojsk albańskich na Jugosławię. Żołnierze zaczynają kopać schrony i przygotowują się do odparcia agresji. W tym czasie tylko lekarz może opuszczać teren jednostki, przywożąc lekarstwa na chorobę Pašicia i uwodząc jego żonę. Jeden z żołnierzy postanawia odejść z wojska. Deklaruje chęć przebycia pieszo trasy do miejsca urodzin Josipa Broz Tito.
Zdjęcia do filmu realizowano w Ochrydzie i Bitoli.

## Obsada
- Toni Gojanović jako Siniša
- Sergej Trifunović jako Ljuba Paunović
- Emir Hadžihafizbegović jako por. Safet Pašić
- Werica Nedeska jako Mirjana Pašić
- Bogdan Diklić jako płk Rade Orchideja
- Miodrag Fiseković jako Gvozdenović
- Franjo Dijak jako Budiščak
- Petre Arsovski jako Iljewski
- Tadej Troha jako Lanišnik
- Zoran Ljutkov jako Milčo
- Hrvoje Keckes

## Nagrody
- Festiwal Filmowy w Puli 2006
  - Złota Arena dla najlepszego aktora drugoplanowego
- Festiwal Filmowy w San Sebastián 2006
  - nominacja do nagrody Golden Seashell dla Rajko Grlicia
- Festiwal Filmowy w Trieście 2007
  - nagroda publiczności